# 栄光の手

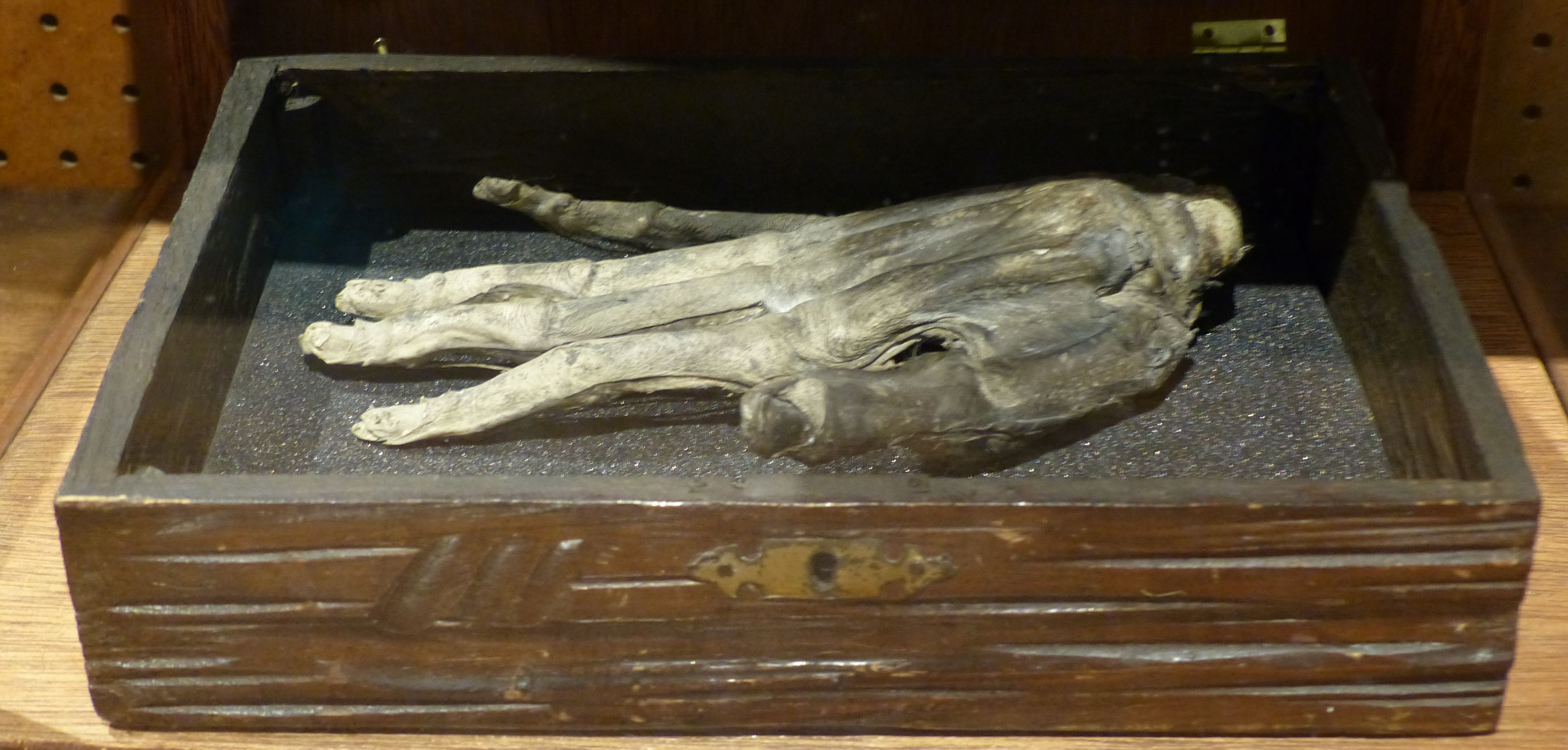
ウィットビー博物館に展示されている栄光の手

栄光の手（えいこうのて、英語: Hand of Glory）は、吊された男の手を乾燥させ酢漬けにしたものであり、しばしば左手もしくは殺人罪で絞首刑となった場合は犯行を行った手を使用する。ラテン語で左を意味する "sinister" は「邪悪な、不吉な」という意味も持つ。
かつてのヨーロッパでは栄光の手と同じ死体の脂肪から作られた蝋燭を組合わせると大いなる力を持つと信じられていた。そのように作られた蝋燭に点火し、（燭台のように）栄光の手に設置すると、提示されたすべての人々を動けなくしたという。手と蝋燭を準備する手順は18世紀の文書に記載されているが、当時の語句を適切に翻訳することが困難であるため、一部の手順については議論されている。この概念は、19世紀の短編小説や詩に影響を与えている。

## 言葉の歴史
語源学者のウォルター・スキートは、民間伝承は長い間神秘的な力の源泉を死者の手に帰してきたが、「栄光の手」という言葉は実際には民間語源であると報告しており、フランス語の "main de gloire"、すなわちマンドラゴラの転訛であるマンドレイクからだとしている。スキートは、「栄光の手がマンドレークにほかならないことは、マンドレイクが『夜はまるでランプのように輝く』というオズワルド・コケインの "Leechdoms, i. 245"の記述が決め手となる」と書いている。コケインはサクソン語に翻訳された "Herbarium" の写本に、『偽アプレイウスの本草書』を引用している。

## 帰属する能力

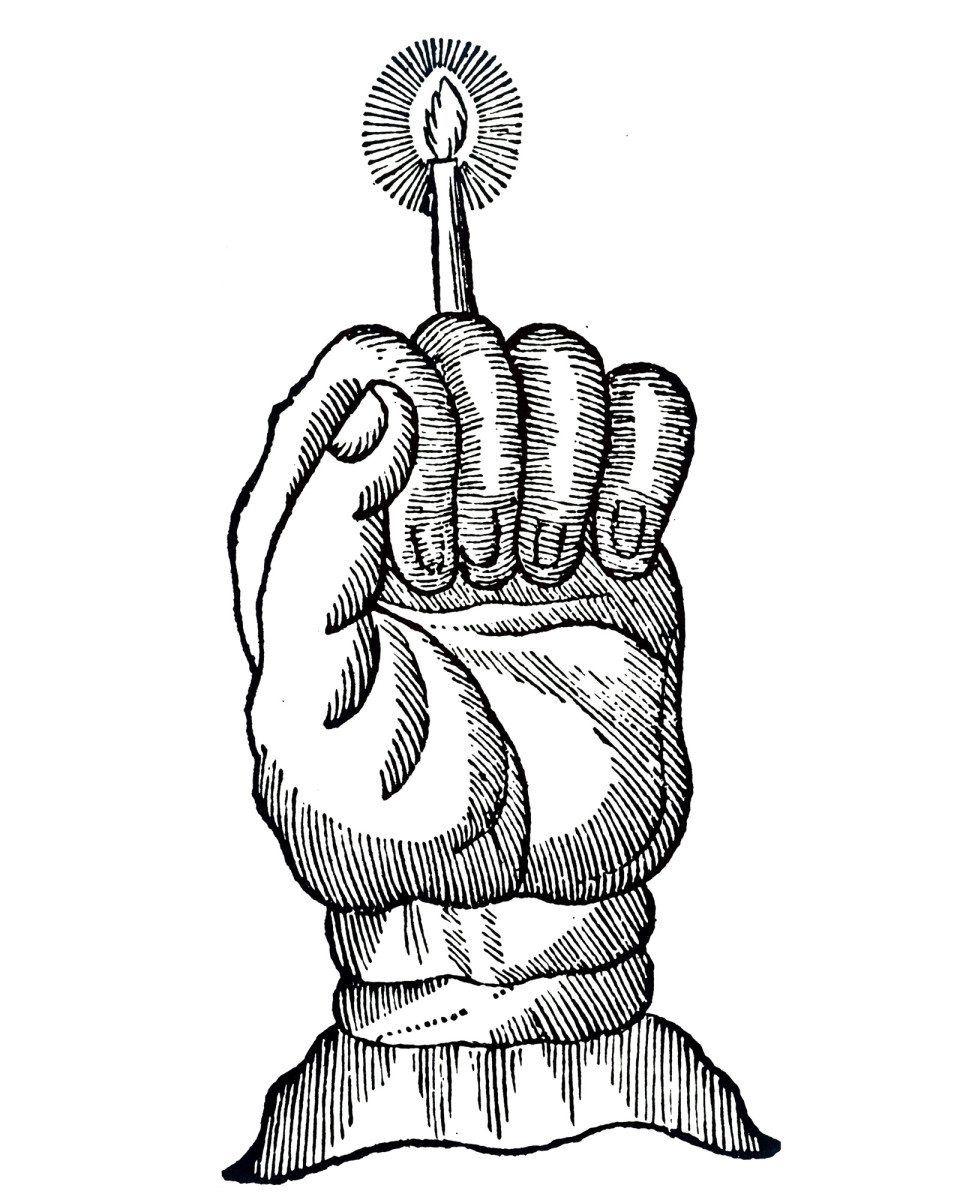
ろうそくを持った栄光の手。18世紀のグリモア『小アルベール』から。

ヨーロッパの古い信仰では、絞首台で死んだ悪人の脂肪で作られた蝋燭に火を灯し、蝋燭の脂肪と同じ人間から作られた栄光の手に設置すると、それが提示されたすべての人々を動けないようにしたという。ろうそくの持ち方は『小アルベール』にスケッチされている。ろうそくは牛乳でしか消すことができない。別のバージョンでは、死んだ男の髪の毛が芯として使用され、ろうそくは持ち手にのみ光をもたらすという。

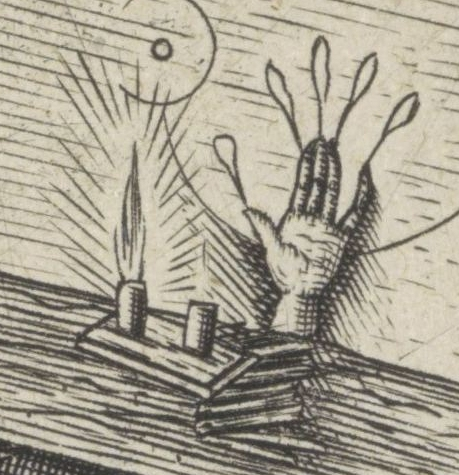
マントルピースの栄光の手、ピーテル・ファン・デル・ヘイデンによる1565年のアートワーク。『魔術師ヘルモゲネスを訪れる大ヤコブ』より

栄光の手はまた、扉の鍵を解除する力を持つと言われている。栄光の手の作成法は、『小アルベール』および『悪行要論』に記載されている。

## 製造工程

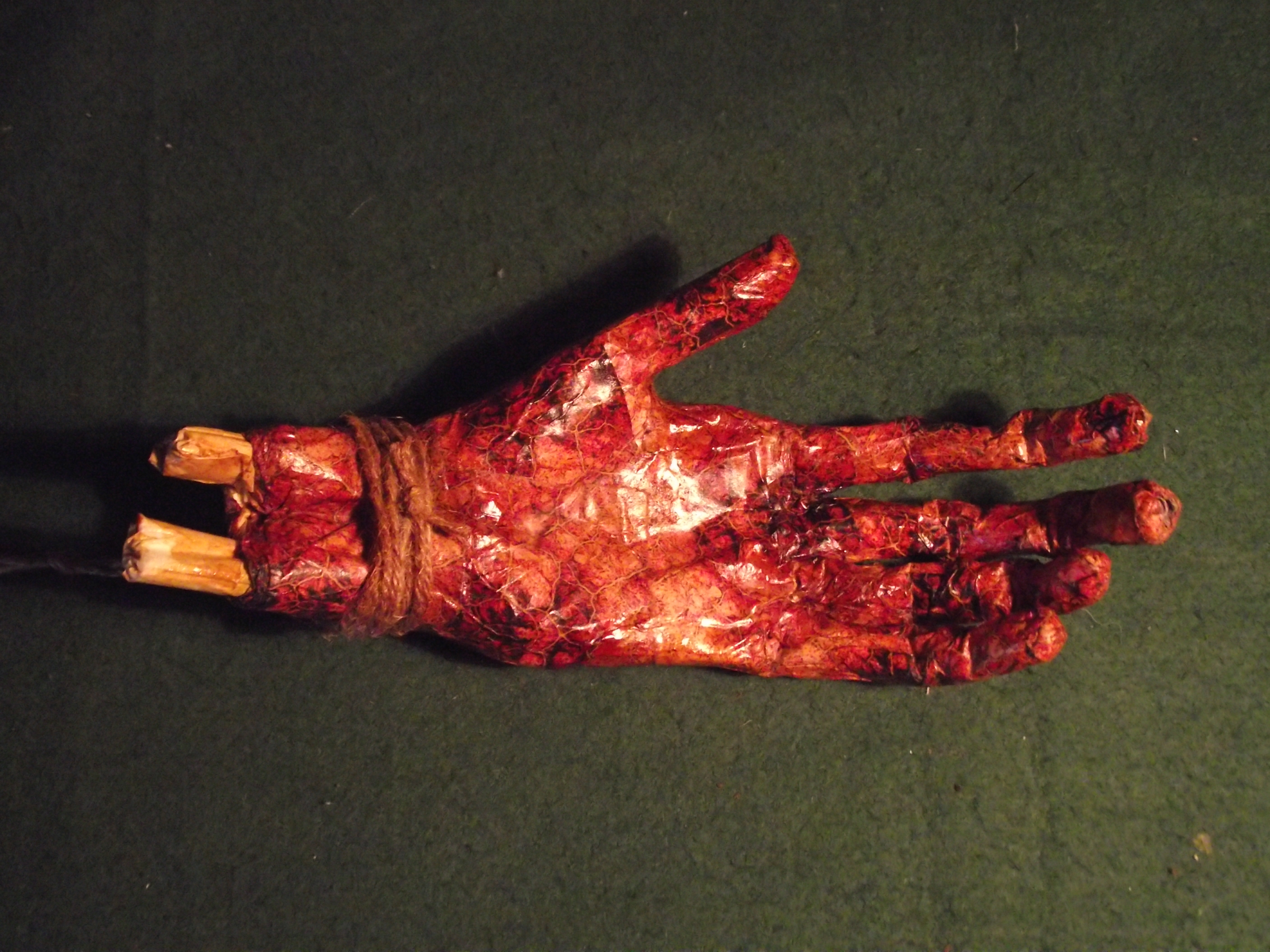
張り子の栄光の手

1722年の『小アルベール』に栄光の手の作成法が詳細に記されており、エミール・グリヨ・ド・ジヴリが引用している
街道のさらし台に吊るされている重罪人の右手または左手を取り、葬儀用の覆いで包み、良く絞る。それをZimat、硝石、塩、ヒハツと一緒に容器に入れ全体によくまぶす。容器に2週間入れておいた後に取り出し、ドッグデイズに日光に当てて完全に乾燥させる。太陽光では不十分な場合は、シダやバーベナと一緒にオーブンへ入れる。次に絞首刑にされた重罪人の脂肪、バージンワックス、胡麻、ポニー (ponie) よりろうそくを作り、栄光の手を燭台としてろうそくに火を灯すと、この禁忌の道具を持って入った場所の全ての者は動けなくなるだろう。
ド・ジブリは、「ポニー (ponie)」は馬の糞を意味する可能性が高いと言って、"zimat" と "ponie" という言葉の意味の難しさを指摘している。ド・ジブリはジョン・リビングストン・ロウズの1722年版のフレーズ "du Sisame et de la Ponie" を引用し、「馬の糞」としての「ポニー」の意味は「私たちには」まったく知られていないが、バス＝ノルマンディー地方の方言ではその意味を持っていると述べている。この解釈を「確かだ」と見なす彼の理由は、馬の糞が「乾燥すると非常に可燃性」であるためである 。
フランス語の1752年版（Nouvelle Éditionと呼ばれる修正と拡張された新版）では、"..du sisame de Laponie.."と読め、フランシス・グロースの1787年の翻訳では、"sisame of Lapland（ラップランドの胡麻）" と英訳された。この解釈は、インターネット上の多くの場所や、さらには大学が出版した本にも見られる 。モンタギュー・サマーズの著書やコーラ・ダニエルズの2冊の本がラップランド・セサミの神話を永続化させているが、zimatが緑青を意味するのかアラビアの硫酸鉄を意味するのかは不明である。
『小アルベール』はまた、栄光の手の影響から家を守る方法を提供している:
黒猫の胆汁・白い牝鶏の脂肪・コノハズクの血を配合した軟膏を家の敷居および他の場所に塗りつけることで、栄光の手は効果を失い、盗賊が利用できなくなる。

この物質はドッグデイズの間に配合する必要がある。

イギリスのノース・ヨークシャーにあるウィットビー博物館には実際に「栄光の手」が1823年に出版された本の記述とともに保管されている。この写本には栄光の手の作り方が次のように書かれている:
絞首刑とされた罪人の死体を切り取る。塩漬けとし、さらに男と女と犬と牡馬と牝馬の尿につける。ハーブと干し草を用いて一月のあいだ燻す。樫の木に三夜吊るし、その後十字路に置き、更に教会の扉に一晩吊るし、その間作成者は玄関ポーチで見張らなければならない。もし恐れず玄関ポーチから逃げ出さなかったならば、その手は真の意味であなたのものとなる。

## 文化的参照

### 漫画
『ヘルボーイ』の "Box Full of Evil" と "Being Human" では、栄光の手が持ち主以外のすべての人を麻痺させるために使用される。
グラント・モリソンの『インビジブルズ』では、プロットの大部分が、インビジブルとアウターチャーチの双方が栄光の手の制御方法を見出そうとする試みで占めている。この漫画では栄光の手は時空の扉を開く、即ち別の時空や時代への扉を開く力がある。
グレッグ・ルッカの "Black Magick" では、強姦殺人犯ブルース・ダンリッジの死体から作成された。その死体は不吉な手（左手）を失った状態で海岸に打ち上げられた。
マーベル・コミックでは、栄光の手は、死の女神ヘラが神秘的なエネルギーで彼女の強さを高め、拳で誰かを殺すために使用する技巧である。

### 犯罪
栄光の手は戦時下のイギリスで1941年半ばから終わりにかけて起きた、未解決殺人事件の動機であると提唱されている。この事件は、後に "Who put Bella in the Wych Elm?"（ベラをセイヨウハルニレに入れたのは誰だ?）という、木の中から発見された女性の死体を指す落書きが多数出現し、より神秘的となった。

### 文学
ヘロドトスの『ランプシニトス王の物語(ii, 121)』には切断された手がオカルト文脈で早くも登場し、賢い盗賊が捕獲を避けるために死者の手を置いていく。それらは、アンリ・ボゲの『妖術師論 (Discours execrable des sorciers)』などのライカンスロピーの初期の物語にも登場する。
1832年にジェラール・ド・ネルヴァルは短編小説 "La Main de gloire, histoire macaronique " を書いている。同年、アロイジウス・ベルトランは "L'heure du Sabbat" を出版している。ギ・ド・モーパッサンは1875年にLorraine Almanac Pont-à-Moussonに『剥製の手』を書き、ジョセフ・プルニエというペンネームでデビューしている。マルセル・シュウォッブはそれについて未収集の短編小説 "La Main de gloire" を1893年3月11日のエコー・ド・パリ上で書いている 。
インゴールズビーの伝説の第2弾、"The Hand of Glory, or, The Nurse's Story" では、栄光の手の作成と使用について説明している。最初の行は次のとおり。
Now open, lock′!

To the Dead Man's knock!

Fly, bolt, and bar, and band!

Nor move, nor swerve,

Joint, muscle, or nerve,

At the spell of the Dead Man's hand!

Sleep, all who sleep! -- Wake, all who wake!

But be as the dead for the Dead Man's sake!
テオフィル・ゴーティエは処刑された詩人ラスネールの手を題材に "Étude De Mains" (手の研究) という題の誌を書いている。彼は重罪で処刑後に栄光の手として使用するために切断されたと思われている。
- 1964年に出版されたダーシー卿シリーズの短編小説『その眼は見た』で、黒魔術に手を出している貴族の所持品の中に栄光の手がある。
- ジョン・ベレアーズの小説 『壁のなかの時計』では、復活した魔女セレーナ・イザードが栄光の手を使って、2人の優れた魔術師、ジョナサン・バーナヴェルトとフローレンス・ツィマーマンを麻痺させている。後に、その手は、セレーナ・イザードの終末の計画を支援した後に姿を消した「ハンマーハンドル」という名前のホーボーの手であった可能性があることが示唆されている。
- J・K・ローリングの『ハリー・ポッターと秘密の部屋』で、ドラコ・マルフォイは、闇の魔術の専門店であるボージン・アンド・バークスで栄光の手を見る。ボージン氏から「持ち主だけに光を当てる」と言われる。ドラコは後にその手を購入し、『ハリー・ポッターと謎のプリンス』で使用している。
- 栄光の手デバイスがチャールズ・ストロスのランドリー・ファイル・シリーズに複数回登場する。
- カサンドラ・クレアの小説"Lady Midnight"には、殺人犯から作られた複数の栄光の手が登場し、主な敵役が真実の愛を死から蘇らせるために暗黒の儀式で使用される。
- ニール・ゲイマンの『ネバーウェア』に登場する水上マーケットで栄光の手が販売されている。
- パトリック・オブライアンの小説"The Hundred Days"で海軍の船医スティーブン・マチュリンがデュピュイトラン拘縮男性の手を船に持ち込む。船の乗組員はそれが栄光の手であると思い、航海に幸運をもたらすと考えている。
- ロビン・ジャービスの"The Whitby Witches"では、パネットパーク博物館から盗まれた栄光の手で主人公が目撃されることなく幾つかの家を探すことを可能とした。
- ナイオ・マーシュの犯罪小説『ランプリイ家の殺人』では、栄光の手を作るため、ウーサーウッド侯爵とルーンの死体から手が切り取られた。
- レアード・バロンの短編小説『栄光の手』では、死体から取った手が、主人公の体（口以外）を動かさないようにするために使用された。
- シーナン・マクガイルのMiddlegameでは、栄光の手が表紙に描かれているだけでなく、本全体で頻繁に言及され使用されている。それは使用者を効果的に検出不能にし、時には他の誰かを検出不能にする。それは錬金術師によって使用され、殺害された人の手を蝋に浸しそれぞれの指に火を灯す[25]。

### 音楽
- ザ・スミザリーンズのアルバム"Especially for You"に"Hand of Glory"という曲がある。
- ジェラール・ド・ネルヴァルの物語をジャン・フランセはオペラとして採用し、ヴァンニ・マルクーにより、1951年のボルドーフェスティバル[26]で初演された[27]。
- アンドリュー・バードは、彼の曲"Measuring Cups"で栄光の手について言及している。彼は後にアルバムに"Hands of Glory"と名付けている。
- フレッシュ・イーターズは栄光の手の概念を何度か参照している。彼らの1981年のアルバム"A Minute to Pray, Second to Die"の表紙は、栄光の手を描いているように見える。彼らの次のアルバム、1982年の"Forever Came Today"には、"Hand of Glory"というタイトルの曲があり、"The Wedding Dice"の歌詞にはこのフレーズが含まれている。
- 英国のノイズグループRamlehは1983年に"The Hand of Glory"というタイトルのEPをリリースしている。同名の2部構成の曲が収録されている。
- Royal Truxは、"Hand Of Glory"というタイトルのアルバムを2002年にリリースしている。

### テレビ
- 『スーパーナチュラル』第3シーズン第6話に登場する栄光の手は泥棒ベラ・タルボットに盗まれるが、その手に怨霊が取り憑いていると判明する。
- 『オリジナルズ』第3シーズン第13話で、栄光の手は魔女ダヴィーナ・クレアが死んだボーイフレドとコミュニケーションをとるために死後の世界への窓を開くために使用された。
- 栄光の手は『コンスタンティン』第1シーズン第3話で主人公のジョン・コンスタンティンが使用した。本作ではろうそくを使用し、呪文を唱え、5本の指すべてに火をつけることで、ジョンの死んだ友人を一時的に復活させる。呪文はまた、遺体安置所内の他のすべての死体を一時的に復活させ、指が燃えている限り、呪文は続く。
- 『グレイスランド』第3シーズン第9話のタイトルが「栄光の手」で、拷問シーンで栄光の手の起源について簡単に説明される。
- 『ドレスデン・ファイル』第1シーズン第7話「壁」では、3人の大学生が憑依した栄光の手を使って強盗を行う。
- 『ロスト・ガール』第2シーズン第7話"Fae Gone Wild"では、セルキーのグループが栄光の手を使用してホログラム金庫から毛皮を盗む。
- 『サブリナ』パート2第6話「宣教師たち」で、サブリナは栄光の手を使って目に見えない芸術アカデミーへの入り口に到達する。
- 『バフィー・ザ・ヴァンパイア・スレイヤー』第5シーズン第5話で元復讐の悪魔アンヤがルパート・ジャイルズに「栄光の手(Hand of Glory)は相当な生の力を秘めている。7日間の身元調査を実施することをお勧めします―」と述べている。 これは、今シーズンの悪役"Glorificus"、略して"Glory"という名前が最初に出るエピソードである。

### 映画
- 映画『カンタベリー物語（1944年）』では、「栄光の手」と呼ばれるパブが主要舞台である。
- "Terror in the Crypt (1964）"、各指先でろうそくが燃えている状態で、手は悪魔に連絡するために神秘的な儀式で魔女によって使用される。
- 『がい骨（1965）』では、メイトランド博士の研究には栄光の手があると、アンソニー・マルコが言及している。
- 1973年の映画『ウィッカーマン』では、宿屋の主人が栄光の手を使ってハウイー巡査を眠らせようとする。その力は、宿屋の主人の娘が「何日間も眠ってしまうかもしれない」と心配するほどである。
- 1987年の映画『エンゼル・ハート』で、ミッキー・ロークの演じる主人公がマーガレット・クルーズマークのアパートで栄光の手を見つける。
- 2002年の映画『ハリー・ポッターと秘密の部屋』で、ハリー・ポッターが自分が夜の闇横丁に居ることに気付いたときに栄光の手が登場する。